# 竹ヶ島 (徳島県)
竹ヶ島（たけがしま）は、徳島県海部郡海陽町の沖合い100mに浮かぶ島。

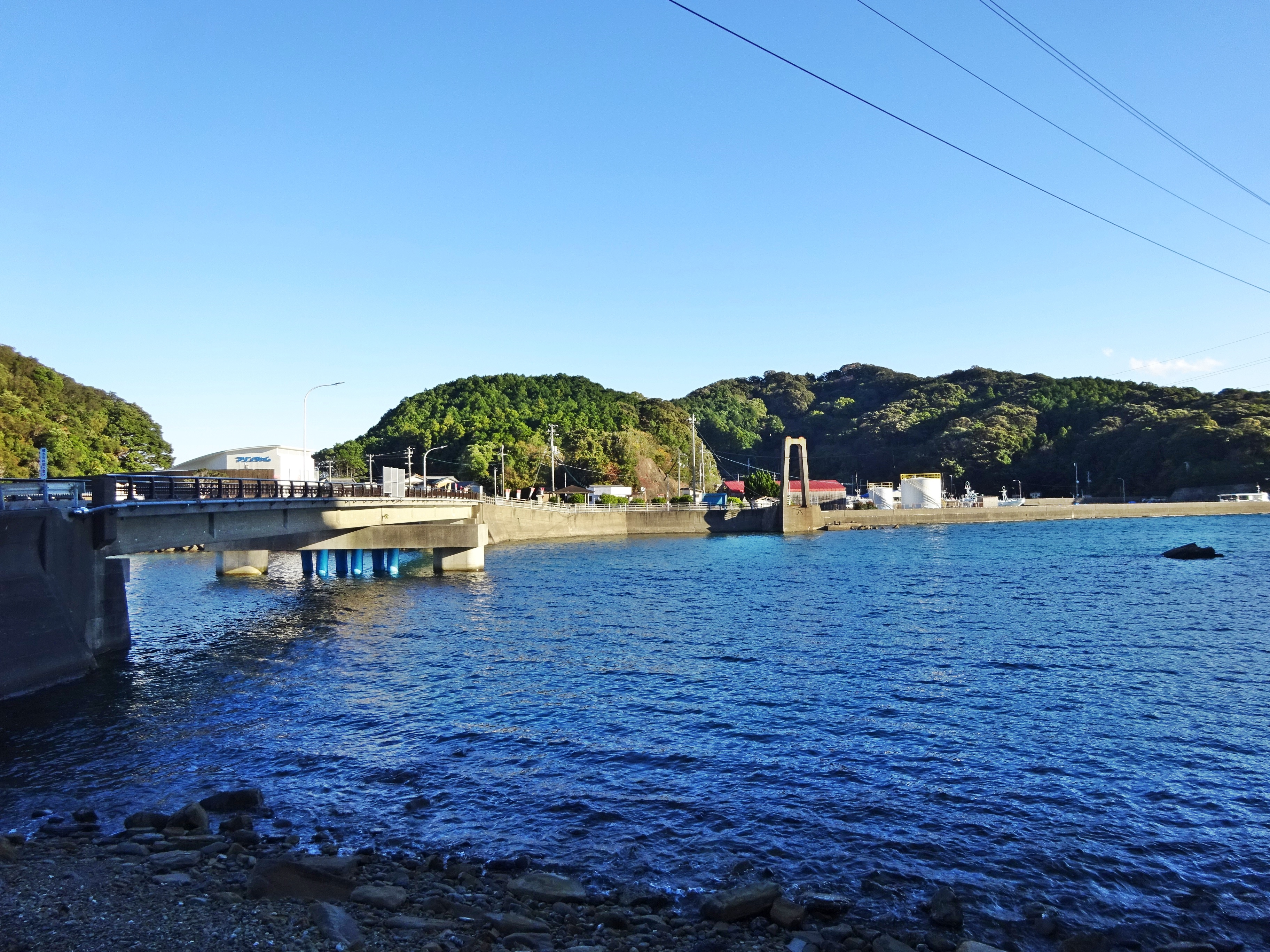
竹ヶ島橋　本土側より

## 概要
徳島県の最南端、室戸阿南海岸国定公園のほぼ真ん中に位置し、面積が0.4k㎡、最高所は標高97.6m。竹ヶ島は、橋でつながった島でマグロ漁の基地として使われている。

## 島内施設
- 竹ヶ島海中公園：北西部一帯にある環境庁指定の海中公園。
- 海洋自然博物館マリンジャム
- 竹ヶ島神社
- 竹ヶ島港
- 海陽町立宍喰小学校竹ヶ島分校（2007年より休校）
- 島名の由来ともなったと云われる約50m四方の竹林。
- 頂上石、坊主岩、亀石、ゆるぎ石、空中石、石の板、ビシャゴ巨石などの珍しい石が点在。

## 交通手段

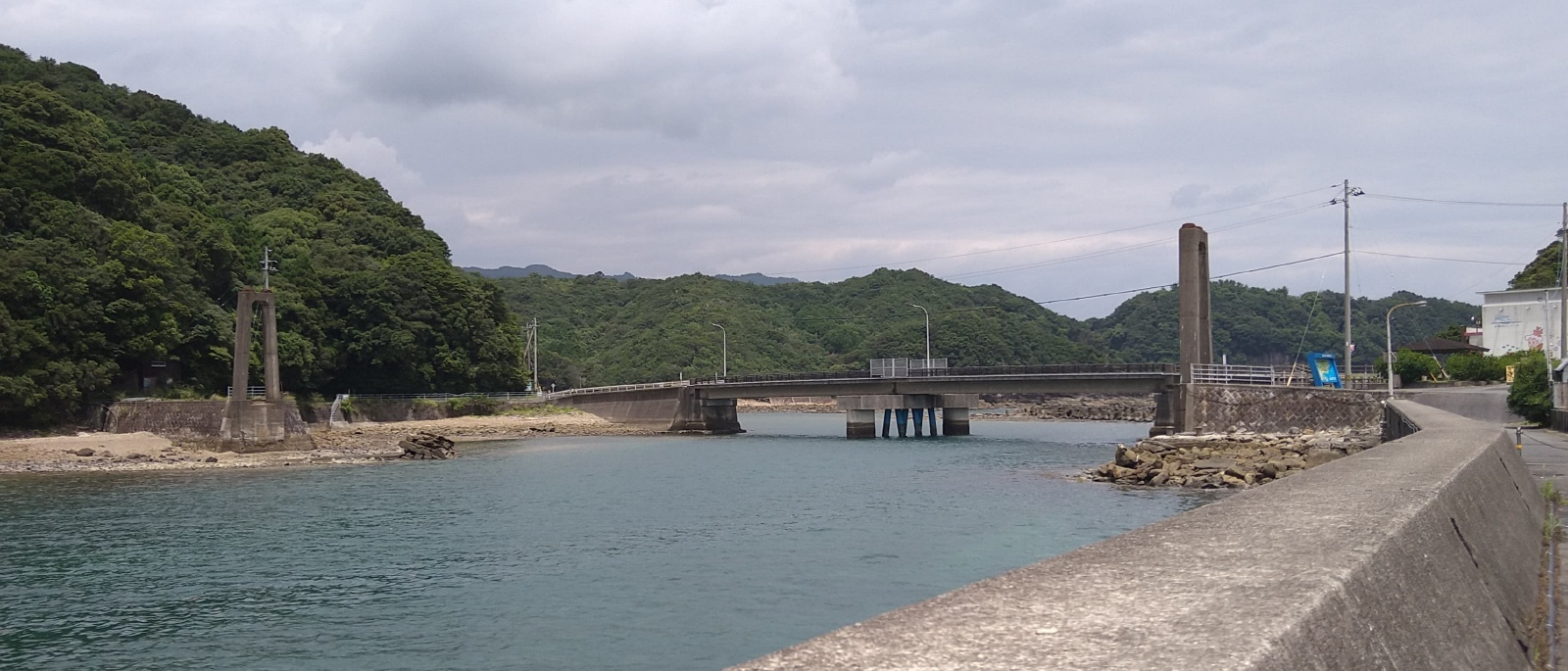
竹ヶ島橋　島側より

竹ヶ島は、島につながる連絡橋「竹ヶ島橋」（1973年竣工）があり、自由にアクセスすることができる。
JR牟岐線「阿波海南駅」より阿佐海岸鉄道阿佐東線「宍喰駅」下車、車で5分。